# Петровское (Тербунский район)
Петро́вское — деревня в Тербунском районе Липецкой области России. Входит в Солдатское сельское поселение.

## География
Расположена в одном километре восточнее районного центра Тербуны.

## История
Основана в XVIII веке, впервые упоминается в документах 1778 года как деревня Юшко́ва. Название — по фамилии владельца.

## Население
| 2009 | 2010 |
| ---- | ---- |
| 448  | ↘443 |

## Экономика
До 2008 года в деревне работал кирпичный завод ООО «Керамика».